# والنتینا کیکو
والنتینا کیکو (ایتالیایی: Valentina Chico؛ ۲ مه ۱۹۷۶) بازیگر سینما و تلویزیون اهل ایتالیا است.
از فیلم‌ها یا سریال‌های تلویزیونی که وی در آن‌ها نقش داشته‌است، می‌توان به پدر ماتئو اشاره نمود.